# Пак Йон Сок
Пак Йон Сок (Park Young-seok) народився 2 листопада 1963 в  Південній Кореї, зник у жовтні 2011 на  Аннапурні) — корейський альпініст і гімалаїст. Є восьмою людиною в історії і першим корейцем, що здобув  Корону Гімалаїв і Каракоруму. Він став першою людиною в світі, який виграв Корону Гімалаїв і Каракоруму,  Корону Землі і подолав обидва полюси.

## Історія здобуття Корони Гімалаїв і Каракоруму
- 1993 — Еверест — з киснем
- 1996 — Аннапурна
- 1997 — Дхаулагірі
- 1997 — Гашербрум I
- 1997 — Гашербрум II
- 1997 — Чо-Ойю
- 1998 — Нанга Парбат
- 1998 — Манаслу (підйом 6 грудня)
- 1999 — Канченджанга — кисень
- 2000 — Макалу — кисень
- 2000 — Броуд-пік
- 2000 — Шишабангма
- 2001 — Лхоцзе — кисень
- 2001 — K2 — кисень
- 2006 — Еверест (траверс з півночі на південь)[2]

## Загибель
Він пропав безвісти разом з двома іншими корейськими гімалаїстами Шин Дон Міном (Shin Dong-min) і Кан Гі Соком (Gang Gi-seok) під час розвідки нового маршруту на південній стіні Аннапурни. Останній контакт з командою мав місце 18 жовтня 2011 р., коли вона знаходилася на висоті близько 6400 м над рівнем моря і спускалися зі стіни через погану погоду і несприятливі умови місцевості. Незважаючи на розгорнуті широкі пошуки, нікого з відважної трійки розшукати не поталанило. Пошукові дії було завершено 28 жовтня.

## Ресурси Інтернету
- Офіційна строінка [Архівовано 2 серпня 2020 у Wayback Machine.]